# Cychry (przystanek kolejowy)
Cychry – przystanek osobowy w Cychrach w Polsce, w województwie zachodniopomorskim, w powiecie myśliborskim, w gminie Dębno.